# Wagneripteryx
Wagneripteryx är ett släkte av insekter som beskrevs av Dlabola 1958. Wagneripteryx ingår i familjen dvärgstritar.
Släktet innehåller bara arten Wagneripteryx germari.